# Élahé
Élahé (ook: Malipahpan; Élaé) is een dorp in Frans-Guyana in de gemeente Maripasoula. Het ligt bij de monding van de Tampok in de Lawa, en wordt bewoond door inheemse Wayana. Er is tevens een minderheid van de inheemse Teko.:99

## Overzicht
In 1985 is een school gebouwd in Élahé. Er is geen kliniek in het dorp aanwezig. Het drinkwater komt uit bronnen. De electriciteitvoorziening is onregelmatig. Het dorp heeft een satelliettelefooncel. Élahé is alleen per boot te bereiken vanaf de hoofdplaats Maripasoula, en een toestemming van de prefectuur is vereist.
Sinds het begin van de 21e eeuw is er sprake van een goldrush en trekken met name garimpeiro's naar de Tampok. Het goudzoeken heeft geleid tot ernstige vervuiling van de rivier met kwik.:262
Antecume Pata · Élahé · Kayodé · Maripasoula · Nouveau Wakapou · Pilima · Talhuwen · Twenkë